# Stadio Qajımuqan Muñaýtpasov (Astana)
Lo stadio Qajımuqan Muñaýtpasov (in kazako Қажымұқан Мұңайтпасов стадион?) è un impianto polivalente situato ad Astana.
Lo stadio, intitolato a Qajımuqan Muñaýtpasov, pluricampione di lotta greco-romana, e capace di ospitare 12 350 spettatori, è stato usato principalmente per le gare casalinghe dell'Astana 1964, ma ha ospitato anche incontri internazionali.